# Organisation erdölexportierender Länder

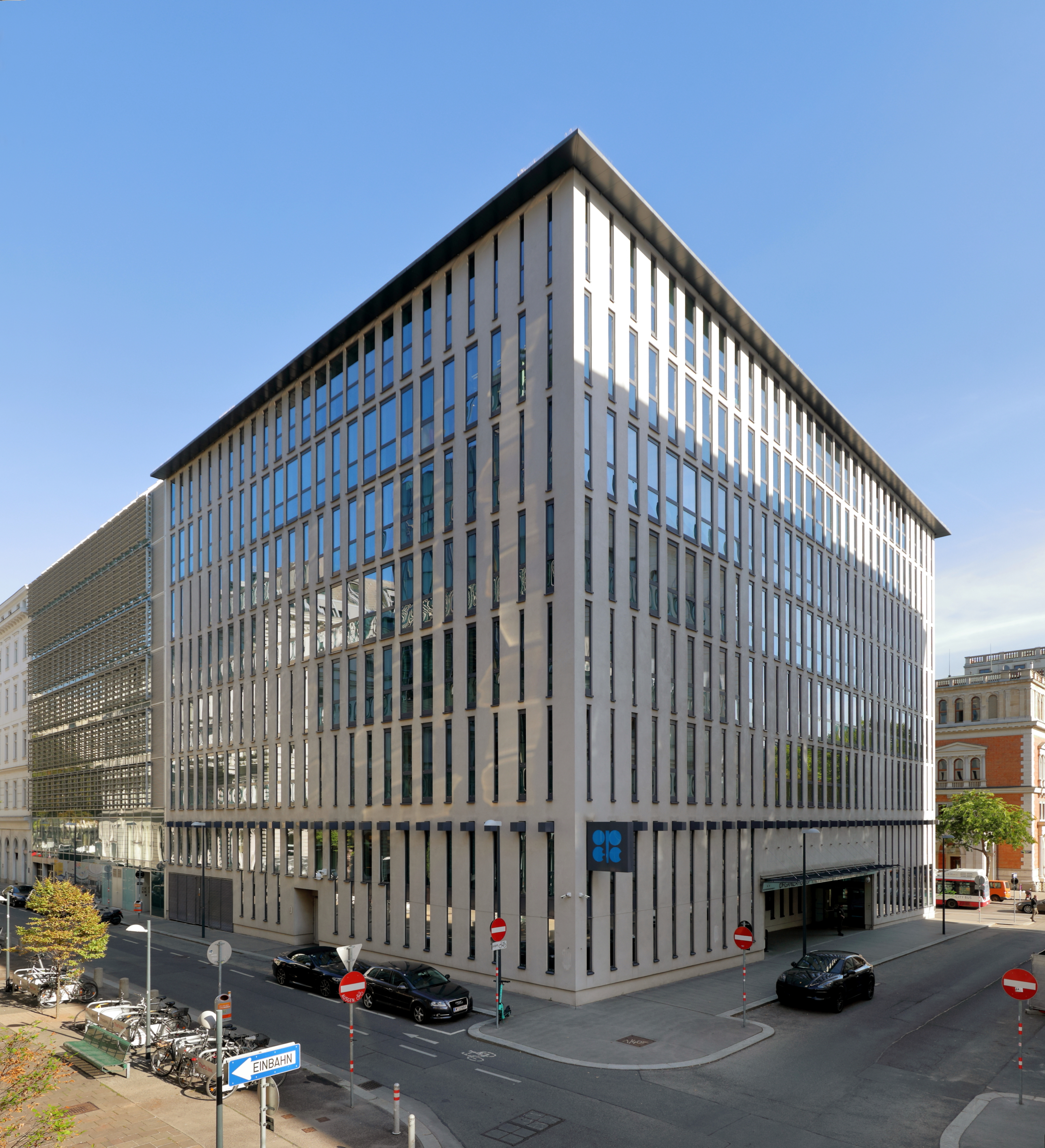
OPEC-Zentrale in Wien

Die Organisation erdölexportierender Länder (kurz OPEC, von englisch Organization of the Petroleum Exporting Countries) ist eine 1960 gegründete internationale Organisation mit Sitz in Wien. Derzeit gehören der Organisation zwölf Staaten an: Algerien, Äquatorialguinea, Gabun, Iran, Irak, die Republik Kongo, Kuwait, Libyen, Nigeria, Saudi-Arabien, die Vereinigten Arabischen Emirate und Venezuela.
Fünf OPEC-Mitgliedstaaten (Saudi-Arabien, Iran, Kuwait, Venezuela, Vereinigte Arabische Emirate) gehören zu den zehn größten Erdölförderern der Welt. Insgesamt fördern die OPEC-Mitgliedstaaten ungefähr 40 Prozent der weltweiten Erdölproduktion und verfügen über drei Viertel der weltweiten Erdölreserven.

## Ziele
Die OPEC strebt durch Kartellisierung des Ölmarkts Monopolmacht zu erringen, um sich so gegen die Preisbildung auf dem Weltmarkt durch die Festlegung von Förderquoten für die einzelnen OPEC-Mitgliedstaaten und die Regelung der Erdölproduktion absichern zu können. Durch die künstliche Verknappung oder Steigerung der Ölförderung soll der Preis für Erdöl weltweit nach Absprache aller OPEC-Mitgliedstaaten so gedrückt, stabilisiert oder angehoben werden, dass er innerhalb eines festgelegten Zielpreiskorridors liegt. Dieser Zielpreiskorridor ist variabel, gilt aber als Richtwert über einen längeren Zeitraum.
Allerdings kommt es auch vor, dass sich einzelne Mitglieder nicht an die festgesetzten Förderquoten halten, sondern ihre eigenen wirtschaftlichen und politischen Ziele verfolgen. So kündigte beispielsweise Indonesien 2008 seinen Austritt an, da die OPEC-Preisvorstellungen für den größeren inländischen Markt eine höhere Belastung darstellen, als man durch teure Exporte wieder ausgleichen könnte. (Indonesien wurde 2008 durch abnehmende Fördermengen zum Netto-Importeur, verlor also seine Fähigkeit, mehr Öl zu fördern, als es für den Eigenbedarf benötigt.)
Nachdem einige Nicht-OPEC-Staaten ihr Ölfördermaximum überschritten haben, wird erwartet, dass der Einfluss der OPEC steigt. Andererseits stellen manche Experten (z. B. Matthew Simmons) die Angaben zu den Reserven in Frage, etwa die Saudi-Arabiens.
Manche OPEC-Mitgliedstaaten geben den Forderungen der Industriestaaten nach weniger gedrosselten Förderquoten gegen die Gefahr einer Rezession teils nach. Als Gegenmaßnahme operieren einige OPEC-Staaten hingegen wieder verstärkt mit zahlungskräftigen Finanzinvestoren in den Märkten. Dies funktioniert so, dass staatliche Indexinvestoren über die eigenen Staatsfonds stärker in die gehandelten Rohstoffindizes investieren als die in den Medien oftmals angeführten sogenannten Spekulanten.

## Kartelleigenschaften
Die OPEC agiert wirtschaftlich als Kartell; kartelltheoretisch lässt sich die OPEC als ein Rohstoffkartell für Erdöl klassifizieren; dabei geht es um die Stärkung der Verkäuferseite auf dem Weltmarkt (Angebotskartell); die Weltmarkt-Preise sollen durch Produktionseinschränkungen (seltener durch Ausweitung) in die gewünschte Richtung gebracht werden (auch Produktionskartell).
Dadurch, dass die Kartell-Leitung den Mitgliedstaaten individuelle Produktionsquoten zuteilt, die sich auf 100 % addieren, wird auch von Quotenkartell gesprochen.
Letztlich, handelt es sich auch um ein Staatenkartell, da nur Staaten, keine Unternehmen Mitglieder sind.

## Mitglieder
Derzeit gehören der Organisation zwölf Staaten an: Algerien, Äquatorialguinea, Gabun, Iran, Irak, die Republik Kongo, Kuwait, Libyen, Nigeria, Saudi-Arabien, die Vereinigten Arabischen Emirate und Venezuela. Indonesien trat Ende 2016 aus; Katar verließ die OPEC im Januar 2019, Ecuador Ende Januar 2020, Angola im Dezember 2023.
| Rang weltweit (2018) | Staat            | 2000   | 2018   | Anteil in % 2018 |
| -------------------- | ---------------- | ------ | ------ | ---------------- |
| 2.                   | Saudi-Arabien    | 455,0  | 578,3  | 12,9             |
| 5.                   | Irak             | 128,8  | 226,1  | 4,9              |
| 6.                   | Iran             | 189,4  | 220,4  | 4,9              |
| 8.                   | VAE              | 123,1  | 177,7  | 4,0              |
| 9.                   | Kuwait           | 109,1  | 146,8  | 3,3              |
| 12.                  | Nigeria          | 105,4  | 98,4   | 2,2              |
| 16.                  | Venezuela        | 167,3  | 77,3   | 1,7              |
| 17.                  | Angola           | 36,9   | 74,6   | 1,7              |
| 18.                  | Algerien         | 66,8   | 65,3   | 1,5              |
| 21.                  | Libyen           | 69,5   | 47,5   | 1,1              |
| 31.                  | Republik Kongo   | 13,1   | 17,0   | 0,4              |
| 35.                  | Gabun            | 16,4   | 9,7    | 0,2              |
| 36.                  | Äquatorialguinea | 4,5    | 8,7    | 0,2              |
|                      | OPEC Gesamt      | 1485,3 | 1747,8 | 39,0             |

## Organe
Die obersten Organe der OPEC sind:
Die MinisterkonferenzJeder Mitgliedstaat ist in diesem wesentlichsten willensbildenden Organ durch den für Erdölwirtschaft bzw. Energie zuständigen Minister der Regierung vertreten. Jeder Mitgliedstaat ist gleich gewichtet (eine Stimme). Für gültige Entscheidungen ist ein Präsenzquorum von drei Fünfteln notwendig (derzeit neun von vierzehn Mitgliedern), für alle materiellen Entscheidungen (somit alle Fragen außer Verfahrensfragen) ist Einstimmigkeit nötig. Der Konferenz ferngebliebene Vollmitglieder können gefasste Entscheidungen im Nachhinein beeinspruchen und somit verhindern. Auf Vorschlag der Konferenz können Nichtmitglieder als Beobachter zur Konferenz geladen werden. Während der Konferenz wird ein Delegierter (Minister) zum Präsidenten gewählt, der den Vorsitz führt und den Titel bis zur Neuwahl seines Nachfolgers bei der folgenden ordentlichen Sitzung behält. Die Konferenz bestimmt die Ziele und Politik der Organisation und legt ihre Strategie fest, kann als einziges Organ die Statuten ändern, entscheidet über die Mitgliedschaft und wählt die anderen wesentlichen Organe. Darüber hinaus legt eine Generalklausel alle Kompetenzen der Organisation, die nicht expressis verbis anderen Organen zugewiesen wurden, in die Zuständigkeit der Ministerkonferenz. Tagungsort ist üblicherweise das Hauptquartier der Organisation in Wien.
Der Rat der GouverneureJeder Mitgliedsstaat entsendet für zwei Jahre einen Gouverneur in den Gouverneursrat (die Ministerkonferenz hat diesbezüglich ein Veto). Der Gouverneursrat setzt die in Grundsätzen durch die Ministerkonferenz festgelegte Politik der Organisation um, erstellt das Budget der Organisation und spricht Empfehlungen an die Ministerkonferenz aus. Der Gouverneursrat soll zu mindestens zwei jährlichen Sitzungen zusammengebracht.
Das SekretariatDas Sekretariat ist für die Exekutive der Organisation unter Beachtung der Statuten sowie Beobachtung durch den Gouverneursrat zuständig. Es besteht aus dem Generalsekretär sowie dem zur Erledigung seiner Aufgaben nötigen Stab.
Darüber hinaus bestehen noch folgende Organe:
Der PräsidentDer sogenannte Präsident der OPEC ist tatsächlich lediglich der Präsident der Ministerkonferenz und als solcher lediglich zum Vorsitz der Sitzung berufen, auf der er gewählt wurde. Er behält das Amt bis zur nächsten Sitzung der Ministerkonferenz (die statutengemäß halbjährlich stattfinden).
GeneralsekretärDer Generalsekretär ist gemäß den Statuten der offizielle Repräsentant und der ranghöchste Bedienstete der Organisation. Er koordiniert die Tätigkeit der Organisation entsprechend den Weisungen der Ministerkonferenz. Die Ministerkonferenz ernennt den GS auf Vorschlag der Mitgliedsstaaten für eine Periode von drei Jahren, eine einmalige Wiederwahl ist möglich. Der GS wird in Erfüllung seiner Tätigkeit von einem Stab an Mitarbeitern unterstützt, namentlich zwei Direktoren (jener der Research Division und jener der Support Services Division) sowie der sieben Abteilungsleiter. Generalsekretär war von 2016 bis zu seinem Tod 2022 Mohammed Sanusi Barkindo. Der aktuelle Generalsekretär ist Haitham al-Ghais aus Kuwait.
Außerdem wurden ein Rechtsbeirat (General Legal Council) sowie ein Interner Rechnungsprüfer eingerichtet.
Die Ministerkonferenz trifft dreimal jährlich treffen sich die für Energie und Erdöl zuständigen Minister der OPEC-Mitgliedsländer, um den Stand des Erdölmarktes zu beurteilen und entsprechende Maßnahmen einzuleiten. Die Maßnahmen dienen dazu einen stabilen Ölmarkt sicherzustellen und gleichzeitig ihre eigenen Erdöl-Gewinne zu sichern. Diese Konferenz gibt anschließend die neuen Richtlinien bekannt. Wesentliche Richtlinien sind die Festlegung der Erdölförderquoten, die seit 1985 an die vorhandenen Reserven gekoppelt sind. Bei Überschreitung der festgelegten Quoten kann die Ministerkonferenz Sanktionen einleiten. (Dies ist jedoch bislang nicht eingetreten, weil die betreffenden Staaten ihre Ölvorkommen in der Vergangenheit deutlich – und anscheinend auch künstlich – nach oben korrigiert haben.)
Die Öffentlichkeitsarbeit führt das Sekretariat. Ihm unterliegen zudem die Aufgaben der Forschung im Bereich Energie und Finanzen, weiterhin werden Statistiken erstellt und veröffentlicht. Auch Vorträge und Seminare sind Aufgabenbereich des Sekretariats. Es verfügt auch über eine große Bibliothek, die den Vertretern der Mitgliedstaaten sowie Forschern und Studenten offensteht. Finanziert wird das Sekretariat durch Beiträge der Mitgliedstaaten.
Der Repräsentant der OPEC ist der Generalsekretär, der auch Leiter des Sekretariats ist. Dieser wird entweder für drei Jahre gewählt oder alphabetisch durch das Rotationsprinzip für zwei Jahre ernannt.
Abteilungen des Sekretariats sind: Forschung, Energiestudien, Wirtschaft und Finanzen, Datenservice, Personal und Verwaltung, OPECNA (OPEC News Agency), Büro des Generalsekretärs und Recht.
Der Sitz der Organisation ist Wien (bis 1965 Genf).

## OPEC+

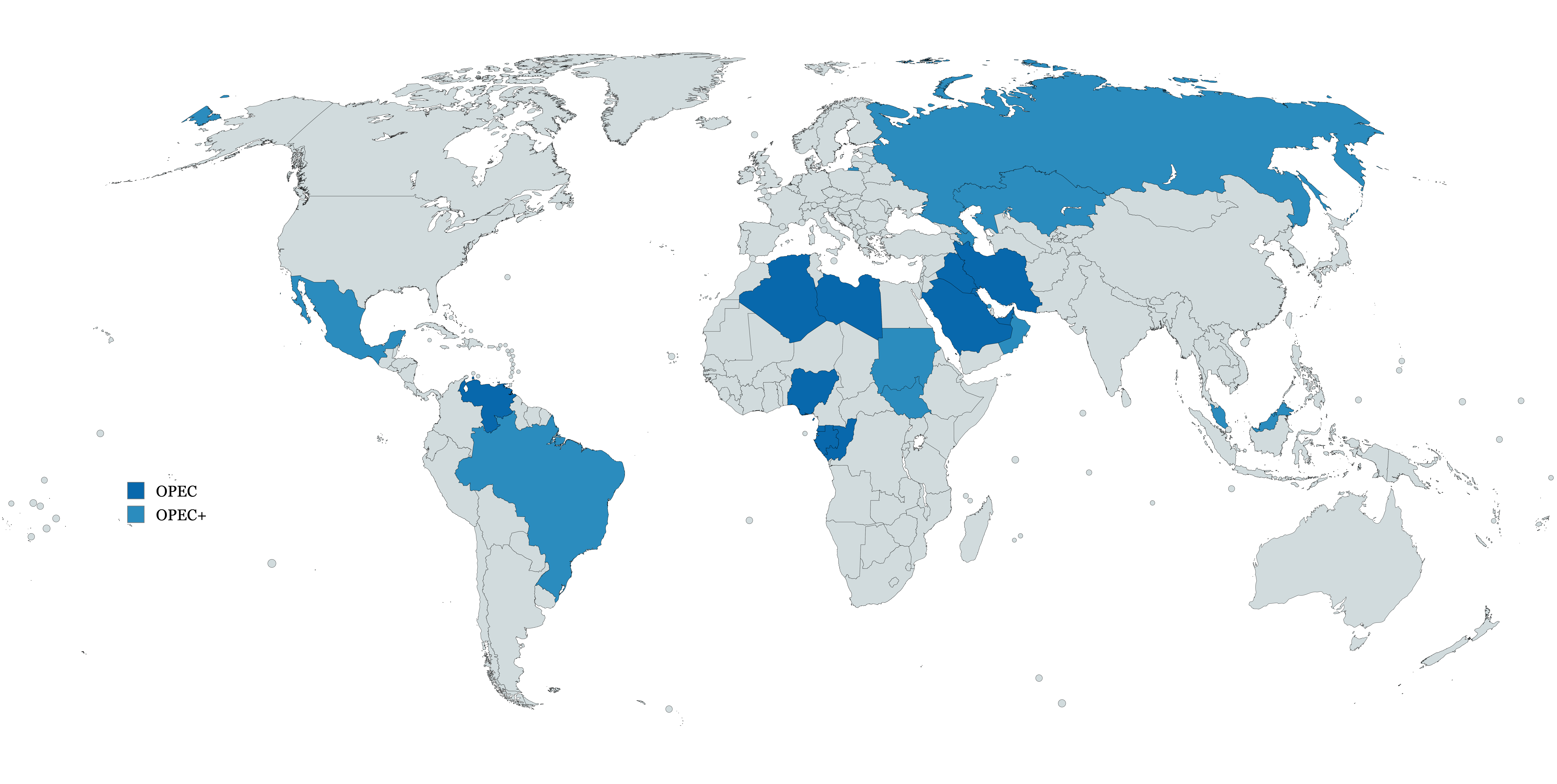
Weltkartenübersicht der OPEC und OPEC+ Staaten

Weil der Weltmarktanteil der OPEC-Länder in den letzten Jahren kontinuierlich gesunken ist, setzt die Organisation zunehmend auf die Kooperation mit Nicht-OPEC-Staaten wie Russland, Kasachstan, Mexiko und Oman. In der Presse ist dann von OPEC+ die Rede.
Im Dezember 2017 vereinbarten Russland und die OPEC, die Produktionskürzung von 1,8 Millionen Barrel/Tag bis Ende 2018 zu verlängern.
Im April 2020, während der COVID-19-Pandemie, fand eine virtuelle Konferenz von OPEC+ statt. Die größten Förderländer einigten sich dabei darauf, eine Produktionskürzung um 9,7 Millionen Barrel pro Tag (rund zehn Prozent der weltweiten täglichen Rohölproduktion) für Mai und Juni 2020 vorzunehmen und die Kürzung für die zweite Jahreshälfte und von 2021 bis April 2022 um jeweils 2 Millionen zu verringern, worauf vor allem Saudi-Arabien und Russland pochten, um den zuletzt stark gefallenen Ölpreis wieder nach oben zu treiben.

## Geschichte

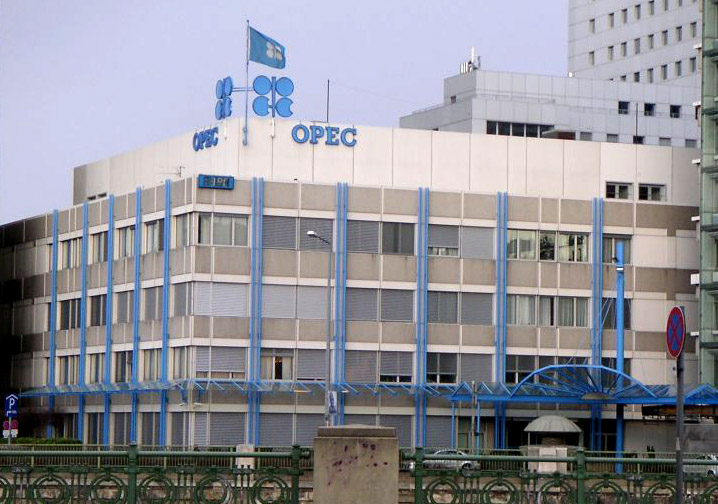
Alte OPEC-Zentrale am Donaukanal (2005)

Während der 1950er Jahre sank der Ölpreis wegen der Erschließung immer neuer Quellen und des damit verbundenen Überangebots auf dem Weltmarkt kontinuierlich ab, was zu schweren Verlusten in den Staatskassen der Ölförderländer führte. Um 1960 befanden sich mehrere von ihnen deshalb in ernsten Haushaltskrisen. In dieser Situation regte Saudi-Arabien die Gründung eines Förderkartells an. Es sollte nicht nur die Fördermenge kontrollieren, sondern auch ein Gegengewicht zu den großen Ölkonzernen bilden, die auf der Basis von Verträgen aus der Kolonialzeit ihre Gewinne weitgehend ohne Beteiligung der Staaten erwirtschafteten, auf deren Gebiet die Ölquellen lagen.
Am 14. September 1960 wurde die Organisation in Bagdad gegründet. Die Gründungsmitglieder waren Irak, Iran, Kuwait, Saudi-Arabien und Venezuela. Bis 1975 schlossen sich acht weitere Staaten an: Katar (1961), Indonesien und Libyen (1962), die Vereinigten Arabischen Emirate (1967), Algerien (1969), Nigeria (1971), Ecuador (1973) und Gabun (1975). Ecuador und Gabun traten 1992 bzw. 1995 wieder aus. 2007 trat Angola bei, und am 17. November 2007 kehrte Ecuador nach 15-jähriger Pause in die Organisation zurück. Am 1. Juli 2016 trat auch Gabun der Organisation wieder bei. Indonesien trat im Januar 2009 aus, wurde im Dezember 2015 wieder aufgenommen und trat im Dezember 2016 erneut aus.
Als erste Maßnahmen wurden eine weitgehende Verstaatlichung der Ölquellen, das zukünftige Absprechen der Fördermengen und eine erhöhte Besteuerung der Ölfirmen vereinbart. Letzteres sollte eine von der Fördermenge unabhängige Geldquelle eröffnen. Zunächst blieb die OPEC weitgehend wirkungslos und wurde auch weltweit als wenig schlagkräftig eingeschätzt, zumal sie nur einen kleinen Teil der Förderländer umfasste. Bis zum Ende der 60er Jahre konnte sie wenig gegen das geheime Kartell der Sieben Schwestern ausrichten, das jede Regierung der OPEC-Länder gegen die andere ausspielte.
1970 wurde eine Anhebung der Rohölpreise um 30 Prozent beschlossen und die Steuern der Ölgesellschaften auf mindestens 55 Prozent der Nettoeinnahmen angehoben. 1971 wurden nach Verhandlungen mit anderen Ölkonzernen die Rohölpreise angehoben, weiterhin strebte die OPEC einen Staatsanteil von über 50 Prozent an. Die Verstaatlichung erfolgte erst 1974. Von 1972 an stieg der Ölpreis von 2,89 US-Dollar pro Barrel auf 11,65 US-Dollar im Jahr 1973 an, nachdem die OPEC als Reaktion auf den Jom-Kippur-Krieg einen Ölboykott gegenüber westlichen Staaten ausgerufen hatte. Zu dieser Zeit förderten die OPEC-Staaten 55 Prozent des Weltbedarfes an Erdöl. Dieser Zeitraum wird als erste Ölkrise bezeichnet. 1974 bis 1978 wurden die Ölpreise meist halbjährlich um fünf bis zehn Prozent erhöht, um die Inflation des US-Dollar zu kompensieren.
1975 erfolgte die Geiselnahme im Wiener OPEC-Hauptgebäude durch Terroristen unter Führung des Terroristen Carlos.
1979 läutete die zweite Ölkrise ein. Nach der islamischen Revolution wurde der Ölpreis von 15,5 US-Dollar auf 24 US-Dollar pro Barrel angehoben; Libyen, Algerien und der Irak verlangten sogar 30 US-Dollar für ihr Öl.
1980 war der Höhepunkt der Hochpreispolitik der OPEC, Libyen verlangte 41 US-Dollar, Saudi-Arabien 32 US-Dollar und die restlichen OPEC-Staaten 36 US-Dollar pro Barrel.
1981 verringerte sich der Ölabsatz. Die Industriestaaten waren in Rezession und aufgrund der ersten Ölkrise und der hohen Erdölpreise investierten viele Länder in alternative Energiequellen, was in den Jahren 1978 bis 1983 den weltweiten Ölverbrauch um 11 Prozent und den OPEC-Weltmarktanteil auf 40 Prozent senkte.
1982 wurde eine Produktionsdrosselung beschlossen, die jedoch nicht eingehalten wurde. Der OPEC-Anteil an der Weltölförderung sank auf 33 Prozent und 1985 auf nur 30 Prozent, die Förderung senkte sich auf den Tiefstwert von 17,34 Millionen Barrel pro Tag.
1983 wurden die Ölpreise von 34 US-Dollar auf 29 US-Dollar pro Barrel gesenkt, die Förderquote wurde von 18,5 auf 16 Millionen Barrel pro Tag gedrosselt. Das Kartell OPEC verlor die Macht.
1986 stürzte der Preis wegen weltweiter Überproduktion an Rohöl und dem Versuch einiger OPEC-Staaten, ihre Weltmarktstellung durch Preissenkungen zu verbessern, auf weniger als zehn US-Dollar pro Barrel. Durch diesen starken Preisverfall war die OPEC in einer Krise, was die Minister dazu veranlasste, 1988 auch Tagungen mit den Staaten der IPEC, den „Independent Petroleum Exporting Countries“, zu führen, diese hatten aber keinen großen Effekt.
1990 wurde der Richtpreis von 18 US-Dollar auf 21 US-Dollar pro Barrel erhöht. Das Preisziel wurde nur aufgrund des Golfkriegs und der Invasion Kuwaits erreicht.
In den Jahren 1990 bis 1994 wurde die Fördermenge um 8,5 Prozent erhöht, trotzdem sanken die Einnahmen durch den Erdölexport von durchschnittlich 143 Milliarden auf 126 Milliarden Dollar pro Jahr.
Der Ölpreis lag im April 2005 bei rund 55 US-Dollar pro Barrel. Die US-Ölpreise erklommen am 11. August 2005 das damalige Rekordhoch von 66 US-Dollar. Der Hauptgrund dafür war der chinesische Wirtschaftsboom. 1990 exportierte China fünfmal so viel Öl wie es einführte. Ab 1993 importierte China mehr Öl, als es ausführte. Seit 2003 importiert es mehr Rohöl als Japan. 2004 importierte die Volksrepublik China noch 120 Millionen Tonnen Rohöl und Ölprodukte.
In den ersten 11 Monaten 2015 importierte China 6.610.000 Barrel Rohöl täglich bzw. 302,3 Millionen Tonnen, ohne Erdölprodukte. Die OPEC schätzt, dass in den nächsten 20 Jahren rund 23 Prozent des Nachfragewachstums nach Öl von China ausgehen wird. Nach Aussagen des deutschen Verbands der Mineralölindustrie vom Juli 2006 wachsen die verwertbaren Ölreserven seit Jahren schneller als der Bedarf, was nach Marktgesetzen eigentlich zu sinkenden Preisen führen müsste; dies gilt in einem Monopol allerdings nicht.
Südkorea schlug vor, als Gegengewicht zur OPEC-Macht den Zusammenschluss der ölimportierenden Länder zu gründen.
2007 trat Ecuador dem Kartell nach 15 Jahren Abwesenheit erneut bei.
2008 kündigte Indonesien seinen Austritt an, da die rückläufige Ölförderung den heimischen Bedarf nicht mehr decken konnte, und Indonesien somit Erdöl importieren musste.

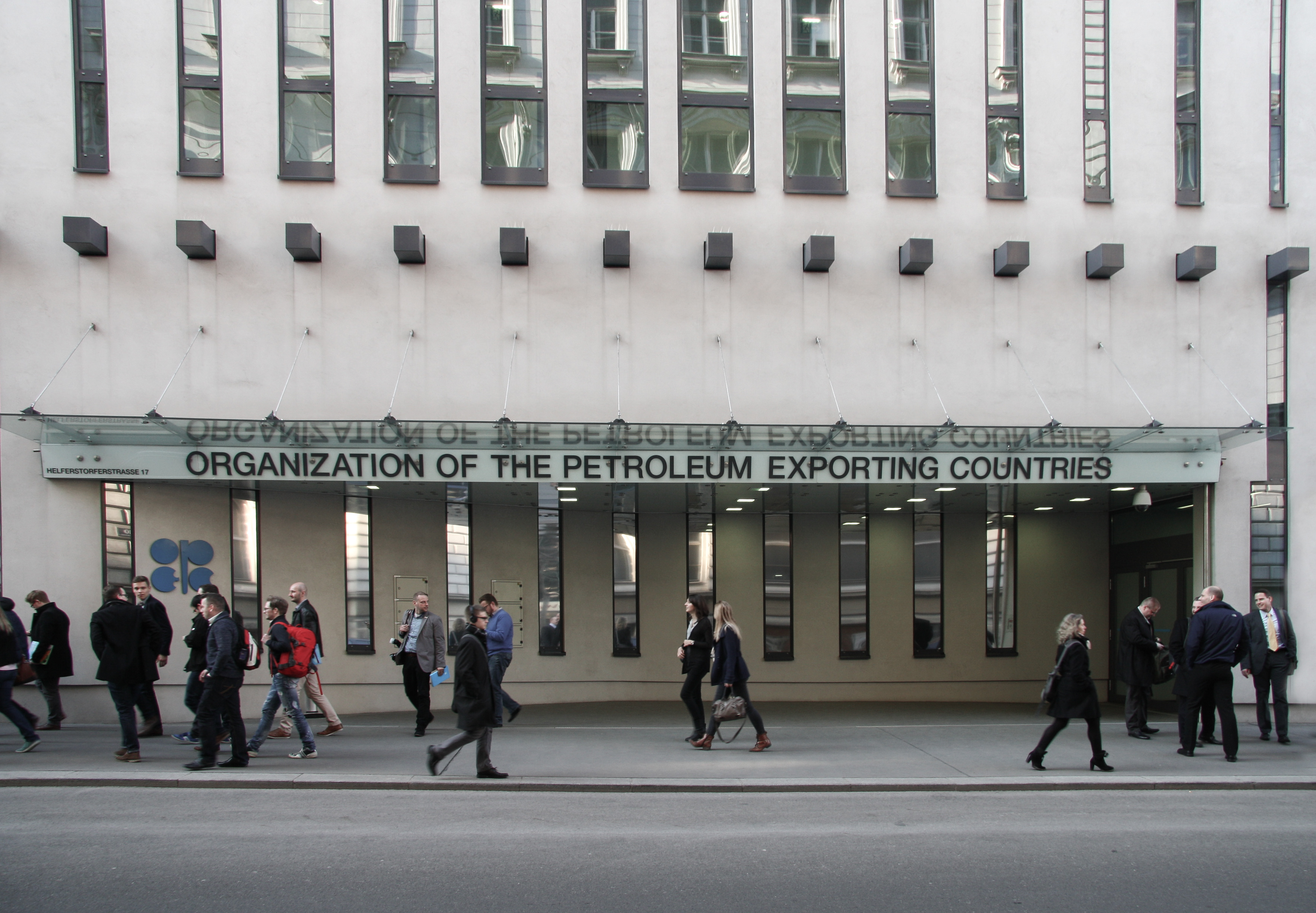
Eingang zum OPEC-Hauptgebäude in der Helferstorferstraße in Wien (2015)

Indonesien kündigte fast 7 Jahre nach seinem Austritt an, der OPEC im Dezember 2015 wieder beizutreten. Das Land ist trotz Bemühungen, die Ölförderung so hoch wie möglich zu halten, nach wie vor ein großer Netto-Importeur von Erdöl und Ölprodukten. Experten vermuten, dass die OPEC nicht mehr nur Exportanteile unter ihre Kontrolle bringen möchte, sondern die Erdölproduktion an sich. Da Indonesien den jährlichen Mitgliedsbeitrag nicht bezahlte, endete seine Mitgliedschaft im Dezember 2016. Derzeit scheint Indonesien wieder interessiert zu sein, weigert sich aber an den Förderkürzungen teilzunehmen.
Gabun kehrte zum 1. Juni 2016 nach einer 22-jährigen Pause wieder zurück zur OPEC. Es ist der mit Abstand kleinste Ölproduzent der OPEC.
Äquatorialguinea trat der OPEC am 25. Mai 2017 offiziell bei. Der westafrikanische Staat förderte etwa 250.000 Barrel pro Tag und besaß laut dem CIA Factbook 1,1 Milliarden Barrel Öl an Reserven.
Die Republik Kongo wurde auf der 174. Konferenz am 22. Juni 2018 als neues Mitglied in die OPEC aufgenommen.
Im Januar 2019 verließ Katar die OPEC. Als offizieller Grund dafür wurde von der Regierung der geplante Ausbau der eigenen Gasförderung genannt.
Am 1. Januar 2020 verließ Ecuador die OPEC.
Am 21. Dezember 2023 kündigte Angola seinen Austritt aus der OPEC an, der am 1. Januar 2024 vollzogen wurde.